# Гномы (игра)
Diggles: The Myth Of Fenris (Гномы, Wiggles) — стратегия в реальном времени, созданная компанией SEK-Ost. Изначально название было просто «Diggles» (причем без определенного артикля «The» в начале). Дальше стало сложнее: как только разработчики поняли, что выходят далеко за рамки очередного клона «Диггера», они переименовали свой продукт в «Wiggles», и вот на этом этапе к ним подключились Snowball Studios, после этого игра стала называться «Гномы». Для Америки вышла версия под названием «Diggles: The Myth Of Fenris». В Европе вышли «Wiggles» (рус. Непоседы), а в России — «Гномы».

## Сюжет
Официальная аннотация игры:

Отец всех Богов — Один — выбрал гномов для долгого, тяжелого и опасного похода в центр Земли. Именно там скрылся Фенрир — адский волк, несущий ужас и смерть. Фенрир был домашней зверюшкой Одина, но однажды ему удалось сбежать от хозяина. С тех пор его мощь и сила значительно выросли, а сам он превратился в диктатора подземного мира. Фенрир должен быть остановлен и посажен на цепь. Но для этого не подойдет цепочка, которую можно купить в любом зоомагазине. Для этого нужен легендарный Глейпнир…
Выполнение этой опасной миссии занимает десятилетия и вовлекает в себя многие поколения гномов. Во время путешествия гномы пройдут через четыре различных мира, в которых им придется выполнить более ста сложных заданий. Игрок должен составить ежедневное расписание для каждого гнома, определив, сколько времени он будет работать на общее дело поимки Фенрира, а сколько — отдыхать. Более того, необходимо решать проблемы совершенствования ваших гномов, развития их науки и техники. Также немало времени занимает планирование боевых тактик и стратегии.
Одной из самых важных целей для вас станет поиск волшебных колец. Именно из них должна состоять цепь, которая сможет укротить злую энергию Фенрира и обеспечить гномам победу в схватке с ним.

Игроку придется управлять этим своенравным племенем, приказывая им копать тоннели и пещеры, собирать ресурсы, строить, изобретать всякие новые штуки и сражаться. Главное — не забывать, что каждый гном в Wiggles — это не просто набор характеристик, а живое существо… ведь они храбры, отважны, прожорливы, ленивы и не дураки Кхм… выпить!

## Минимальные системные требования
Операционная система: Windows 98/2000/XP/Vista
Процессор: Pentium II 350 МГц
Оперативная память: 128 Мб
Видеокарта: совместимая с Direct3D, 3D-ускоритель с памятью 32 Мб; DirectX 8.0
Жесткий диск: не менее 900 МБ свободного места

## Оценки
| Сводный рейтинг | Сводный рейтинг |
| Агрегатор       | Оценка          |
| --------------- | --------------- |
| GameRankings    | 65,53 %         |